# 長鬚凹腹鱈
長鬚凹腹鱈（学名：Ventrifossa longibarbata），又名鱈魚，为輻鰭魚綱鱈形目鼠尾鱈科凹腹鱈屬下的一个种。分布于日本南部骏河湾及土佐湾南部海区以及东中国海琉球海沟北部等，属于日本南部土佐湾到东中国海的底层海鱼。其常生活于水深382-620米海区，體長可達31公分。该物种的模式产地在东中国海琉球海沟北端。